# Tupolev Tu-160
Tupolev Tu-160 (v kódu NATO „Blackjack“) je nadzvukový těžký strategický bombardér s měnitelnou geometrií křídel dlouhého doletu navržený konstrukční kanceláří Tupolev v SSSR. Jedná se o nejtěžší a největší bombardovací letoun s rychlostí nad 2 Machy na světě a dle celkové délky druhý za typem XB-70 Valkyrie.
Piloti říkají Tu-160 „bílá labuť” – kvůli bílému povrchovému nátěru. Jde o největší a nejtěžší bojový letoun a nejrychlejší bombardér, který je nyní ve službě. Dále se jedná o největší a nejtěžší letadlo s měnitelnou geometrií křídel, jaké kdy létalo.
Do služby vstoupil v roce 1987 a byl posledním sovětským strategickým bombardérem. V roce 2016 mělo dálkové letectvo, odnož ruského letectva, ve službě nejméně 16 letadel. Aktivní flotila letounů Tu-160 prochází od počátku 21. století modernizací elektronických systémů. Modernizační program Tu-160M začal s prvním vylepšeným letadlem dodaným v prosinci 2014.

## Vývoj

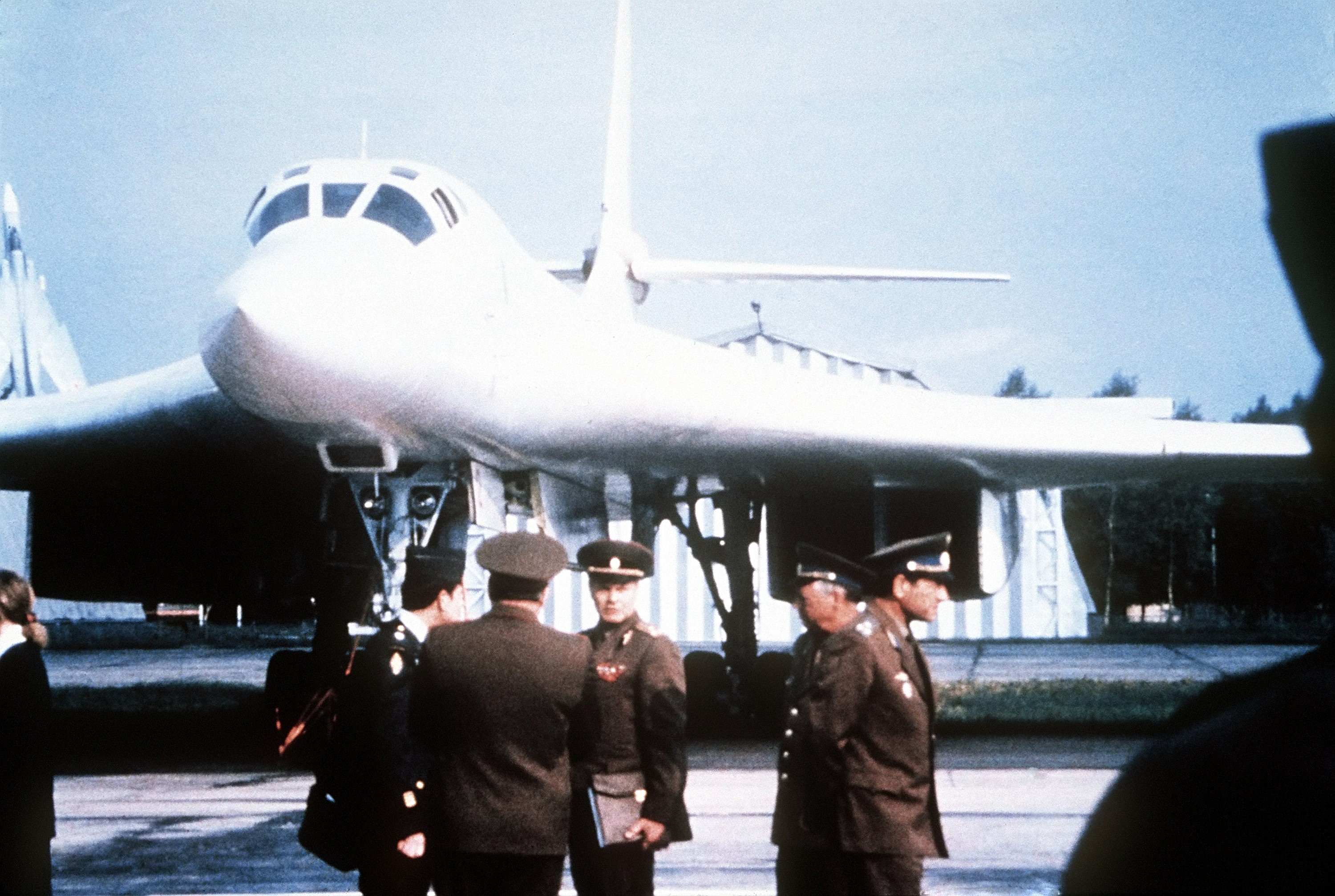
Tupolev Tu-160 a sovětští důstojníci, září 1989

Počátky vývoje Tu-160 spadají do roku 1973, kdy sovětské ministerstvo obrany vyhlásilo požadavek na nadzvukový bombardér, který by byl schopen doletem pokrýt území USA. Na projektu začalo pracovat několik kanceláří, ovšem vítězem se stala OKB Tupoleva.
První dva prototypy letounu byly zhotovené v roce 1980. Dne 18. prosince 1981 vzlétl první prototyp (sér. č. 70-01, červená 18) a tím byla zahájena série zkoušek, při níž se jeden prototyp zřítil. Zkoušky pokračovaly až do roku 1984, přičemž byly průběžně odstraňovány nedostatky. V roce 1984 pak byla zahájena sériová výroba, letouny byly do služby zařazeny až v květnu 1987 k 184. TPAB (Ťažolyj Bombardirovočnyj Aviacionnyj Polk) v Prylukách v počtu 19 kusů. Původně mělo být vyrobeno 100 kusů těchto letounů, ovšem v době Gorbačova se tento počet zredukoval na 35 kusů jako gesto míru.
Letoun je také vzhledově nápadně podobný americkému B-1 Lancer. Tu-160 jsou dislokovány na základně Engels-2 u Saratova u 121. hlídkové skupiny HBAR v počtu 15 ks. Ostatní stojí na letištích okolo Moskvy. Spolu s Tu-95MS6 / 16 tvoří páteř ruské jaderné triády spolu se střelami s plochou dráhou letu.
Mezinárodní společnost pro provoz orbitálních stanic chtěla získat tři bývalé ukrajinské odzbrojené Tu-160, které měly být přestavěny na verzi Tu-160SK jako nosiče kosmické techniky.

## Konstrukce

### Drak

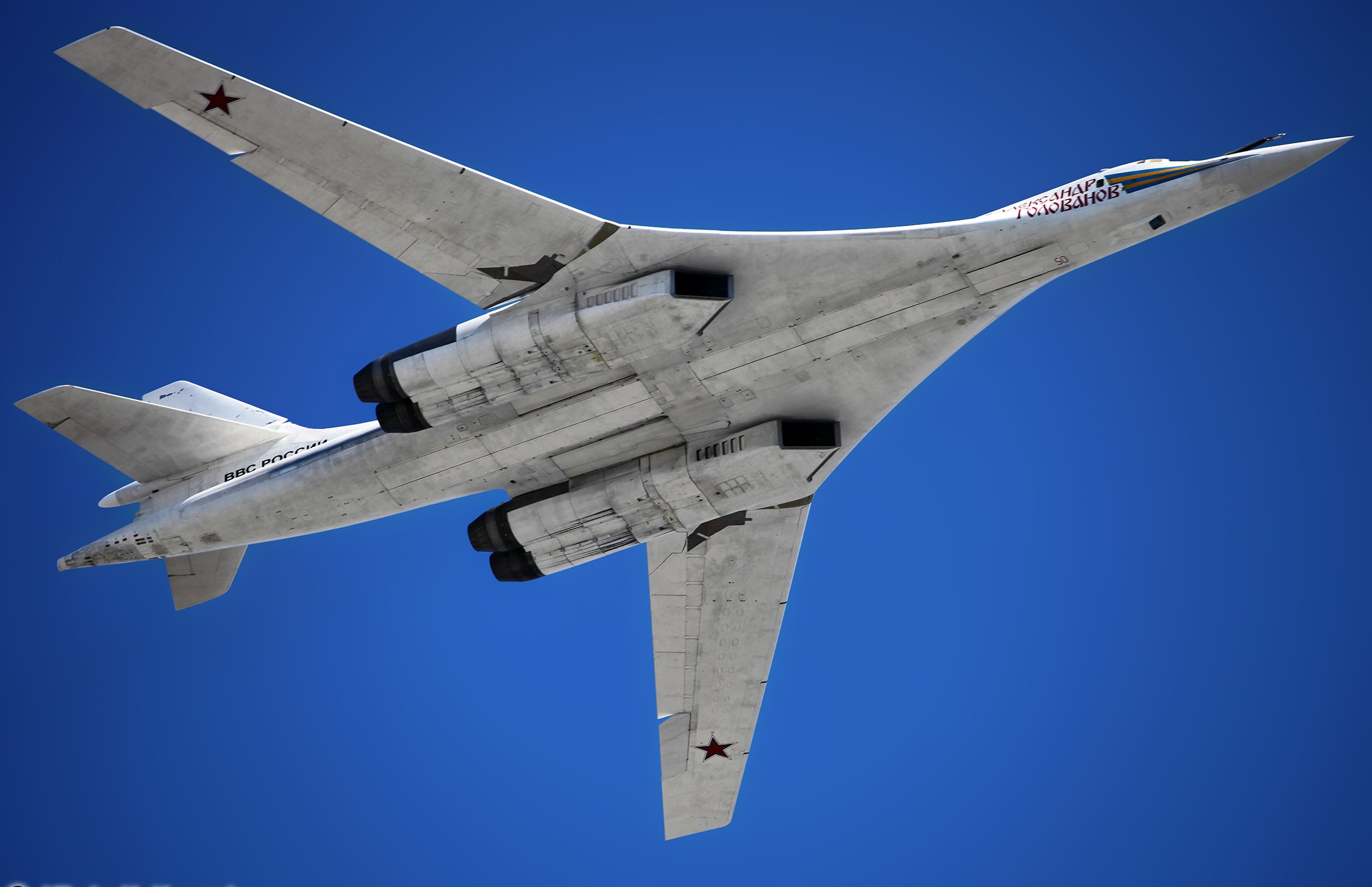
Tupolev Tu-160M1 (sér. č. 0705, výr. č. 84007259, červená 05, RF-94104, „Alexandr Golovanov“) nad Moskvou v roce 2013

Letoun Tu-160 je charakteristický nízce položenými křídly s měnitelnou geometrií. Na odtokové hraně každého z křídel se nachází trojice dvoudrážkových vztlakových klapek. Koncept měnitelné geometrie křídel umožňuje nastavení ve třech polohách:
- 20° pro vzlety a přistání,
- 35° nejčastěji využívána šípovitost a je určena pro lety vysokou rychlostí,
- 65° pro let maximální rychlostí.[7]

Vodorovné ocasní plochy jsou pohyblivé a nacházejí se asi v polovině svislé ocasní plochy. Horní polovina svislé ocasní plochy je také pohyblivá. U Tu-160 byl použit systém elektronického řízení, tzv. fly-by-wire. 13 palivových nádrží, integrovaných v trupu a křídlech letadla, umožňuje Tu-160 letět 12 300 km s výzbrojí šesti raket Ch-55SM, které jsou v polovině trasy vystřeleny na pozemní cíle. Dolet je možné prodloužit díky nástavci pro tankování paliva za letu, který je zabudován ve střední části trupu. Na přední podvozkové noze jsou osazena dvě kola a každá z hlavních podvozkových noh je vybavena až šesti koly. Brzdnou dráhu stroje zkracuje trojice zabudovaných padáků, z nichž každý má plochu 35 m². Kvůli snížení radarové odrazové plochy byly vstupy motorů nastříkány grafitovým materiálem, pohlcujícím radarové vlny. Zasklení kokpitu bylo vybaveno jemnou síťkou, která eliminuje odraz radarového záření.

### Kokpit

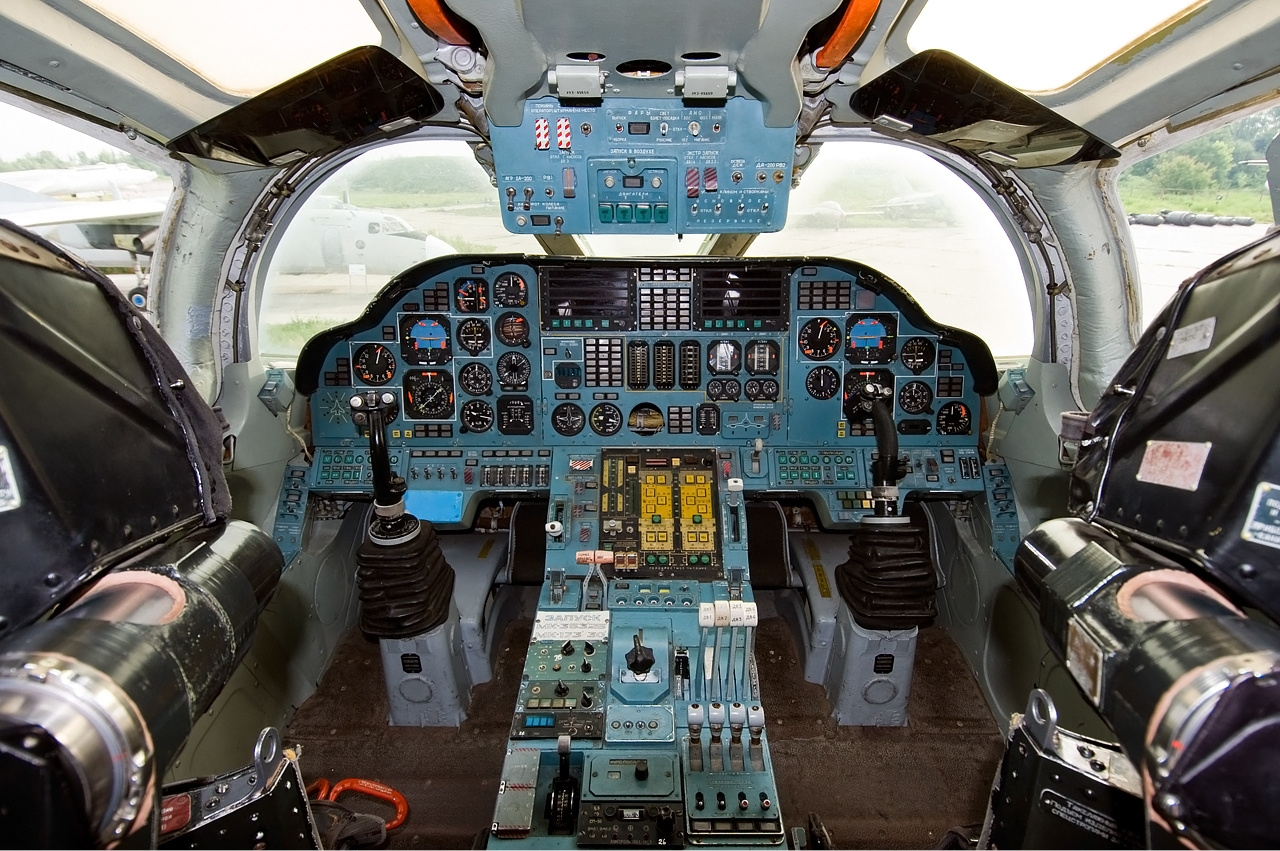
Kokpit Tu-160

Posádka Tu-160 se skládá ze čtyř osob (pilot, kopilot, důstojník zbraňových systémů a operátor obranných systémů), které sedí na vystřelovacích sedačkách K-36LM. Kvůli poměrně vysoké hlučnosti v kokpitu může posádka mezi sebou komunikovat pouze prostřednictvím interkomu. Za pracovním prostorem posádky se nachází malá kuchyňka a záchod, které jsou velmi užitečné při dlouhých a únavných letech.

### Avionika
V mírně prohnutém nose se nachází radiolokátor Obzor-K, který umožňuje sledování pozemních i vzdušných cílů. Automatický let v malé výšce zajišťuje terén sledující radiolokátor Sopka. Ve vypouklém pouzdru pod kokpitem se nachází elektrooptický bombardovací zaměřovač. Systém vlastní ochrany Bajkal se skládá z antén umístěných na koncích křídel, v přední a zadní části trupu, čímž je zajištěno pokrytí 360°. Systém je napojen na rušiče radarem naváděných střel a výmetnice klamných cílů. Navigaci zabezpečuje inerciální navigační systém, satelitní systém GLONASS a radionavigační systém dálkových letů RSDN s korekčním mechanismem, využívajícím polohu slunce a hvězd.

### Motor

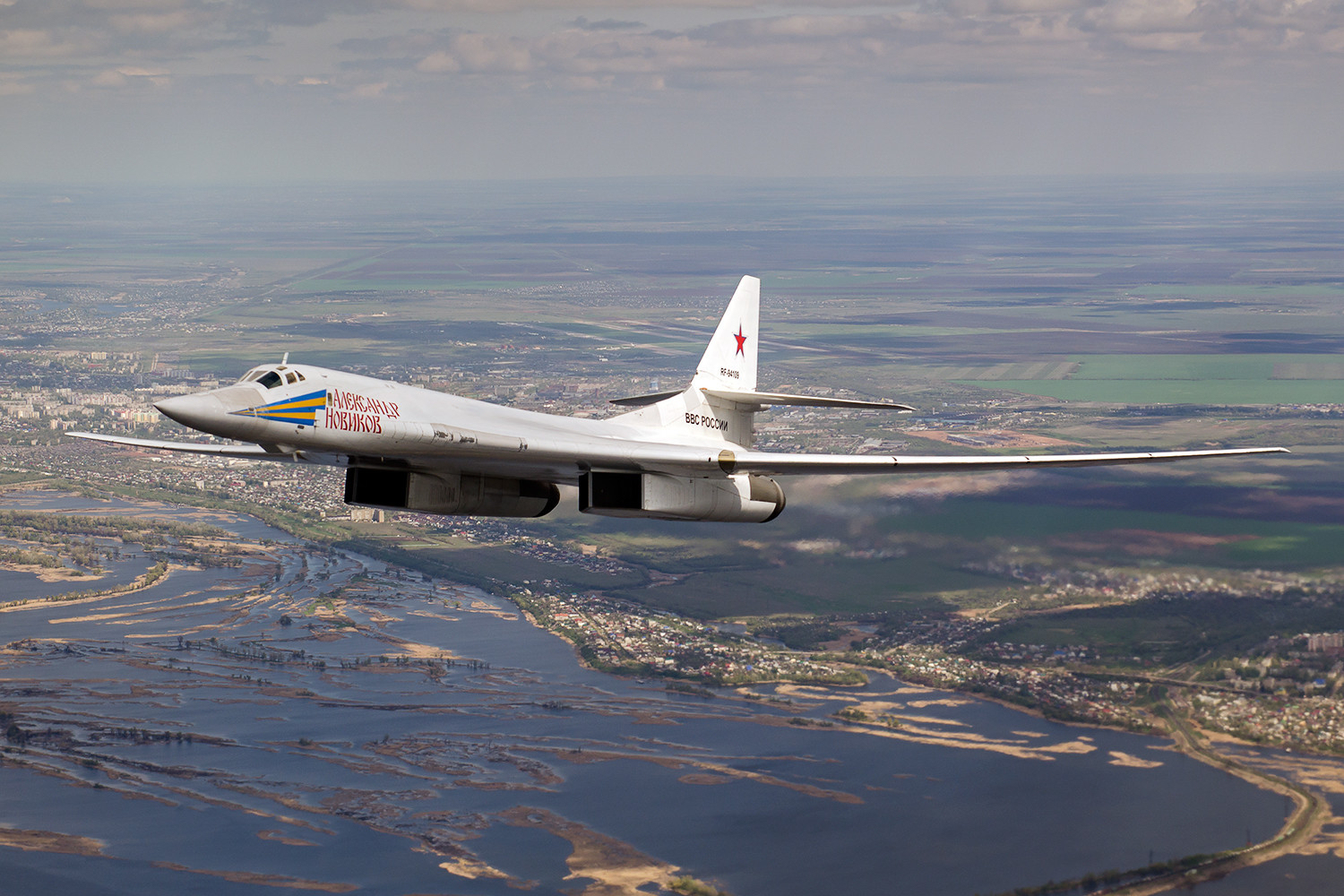
Tupolev Tu-160 (sér. č. 0503, výr. č. 82905836, červená 16, RF-94109, „Alexandr Novikov“) nad Ruskem v květnu 2014

O pohon letadla se stará čtveřice dvouproudých motorů NK-32, které jsou nejvýkonnějšími motory jaké kdy byly v bojovém letadle použity. Motor NK-32 je 7,453 m dlouhý, o průměru 1,7 m a hmotnosti 3 650 kg. Díky motorům s maximálním tahem 245,2 kN dokáže Tu-160 překročit rychlost Mach 2.

### Výzbroj
Výzbroj je nesena ve dvou vnitřních šachtách, z nichž má každá nosnost 20 tun. Další střely typu vzduch-země mohou být umístěny na vnější závěsníky. Hlavní výzbroj bombardéru představuje střela Ch-55SM s konvenční nebo jadernou hlavicí, která má maximální dolet 3 000 km. Na dvou interních rotačních závěsnících může být upevněno celkem 12 těchto raket. Alternativní výzbroj představuje 24 jaderných raket krátkého dosahu Ch-15 s maximálním doletem 300 km. Jelikož Tu-160 nemá integrovanou hlavňovou výzbroj a nenese žádné rakety typu vzduch-vzduch, jde o první sovětský bombardér od druhé světové války bez výzbroje pro vlastní ochranu.

## Služba

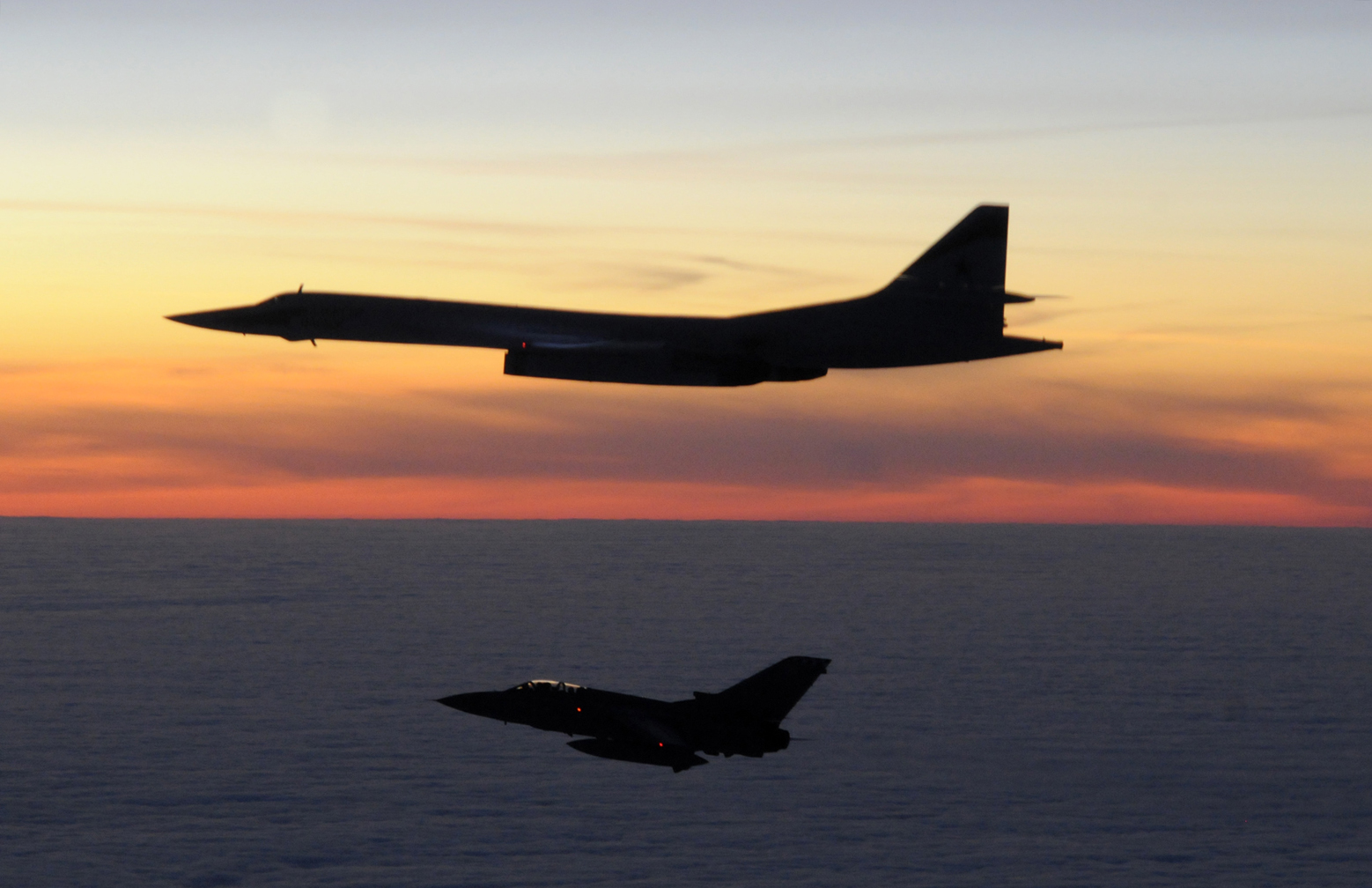
Tu-160 doprovázený v březnu 2010 strojem Tornado F3 Royal Air Force

Od svého zařazení do sovětského letectva až do roku 1991 prováděla tato letadla pravidelné strategické dálkové lety. Lety bombardérů Tu-160 však z důvodu změny geopolické situace a z finančních důvodů byly následujících 16 let omezeny na minimum a konaly se spíše ve formě menších vojenských cvičení. Dne 17. srpna 2007 oznámil prezident Vladimir Putin obnovení dálkových letů strategických letadel Tu-160 s podpůrnými letouny a leteckými tankery. Necelý měsíc po tomto sdělení bylo na jednom ze strojů Tu-160 otestováno shození dosud největší termobarické (vakuové) pumy, přezdívané "Otec všech bomb".

### Ruská intervence v Sýrii
17. listopadu 2015 prodělaly bombardéry Tu-160 svůj bojový debut, kdy byly nasazeny během Intervence v Sýrii. Několik letounů Tu-160 a Tu-95MS provedlo počet náletů na provincie Idlib a Aleppo pomocí střel Ch-101. Poté, co se potvrdila podezření, že za pádem ruského civilního letadla s 224 cestujícími na palubě stojí Islámský stát a po žádosti o vojenskou pomoc ze strany prezidenta Sýrie Bašára al-Assada, začalo Rusko s masivním bombardovaním strategickými bombardéry. Pět letadel Tu-160, čtrnáct strojů Tu-22M a šest Tu-95 provedlo nálety na pozice teroristické skupiny ISIL. Bombardéry Tu-160 a Tu-95 zasáhly velitelské základny v Idlíbu a Aleppu. Letadla Tu-160 použila rakety Ch-101, což je stealth varianta střely s plochou dráhou letu Ch-55SM. Šlo o historicky první bojové nasazení této střely vzduch-země. Celkem bombardéry Tu-160 a Tu-95 vypálily 34 raket a zasáhly 14 cílů.

### Ruská invaze na Ukrajinu
Letouny se zapojily do ruské invaze na Ukrajinu. Podle ukrajinských zdrojů odpálil 6. března 2022 Tu-160 spolu se strategickým bombardérem Tu-95MS osm řízených střel, pravděpodobně Ch-101, na Mezinárodní letiště Vinnycja z oblasti Černého moře. 26. června 2022 mluvčí ukrajinského letectva Jurij Ihnat oznámil, že čtyři až šest řízených střel Ch-101 odpálily bombardéry Tu-160 a Tu-95MS na Kyjev z oblasti Kaspického moře.
Podle ukrajinských zdrojů byly při útoku na ruské letecké základny 1. června 2025, během operace Pavučina, mezi zasaženými ruskými bombardéry i 4 Tu-160.

## Nehody a incidenty
- 18. září 2003 došlo v důsledku požáru na jednom z motorů k explozi letadla (sér. č. 0701, výr. č. 82007617, červená 01, „Michail Gromov“), při které zahynula celá posádka[16].

## Uživatelé
Rusko

Tu-160 (sér. č. 0801, výr. č. 84308216, červená 06, RF-94105, „Ilja Muromec“), základna Engels

- Ruské letectvo – 16 bylo k dubnu 2008 (12 bojových a 4 pro výcvik) ve službě,[17] u 121. gardového pluku těžkých bombardérů na základně Engels/Saratov.[18] V roce 2015 bylo 11 Tu-160 připraveno do boje (1 explodoval v hangáru při testech v roce 2003 s celou posádkou).[19][20] Po obnovení výroby by ruské letectvo mělo získat v roce 2023-2027 první z deseti nových bombardérů ve verzi Tu-160M.[4][21] Rusko plánuje pořízení celkem 50 letounů a modernizaci stávajících 16.[21]

### Bývalí
Ukrajina
- Ukrajinské letectvo zdědilo po SSSR 19 ks Tu-160 a následně v roce 1999 8 ks převedlo do Ruska za úlevu na dluhu; zbylé byly pod dohledem USA sešrotovány.[22][23]
- 1 v muzeu v Poltavě.[24][25]

 Sovětský svaz
- Sovětské letectvo (v roce 1991 převedeny pod ruské a ukrajinské letectvo)

184. gardový pluk těžkých bombardérů (TBAP), Pryluky, Ukrajinská SSR

### Potenciální uživatelé
Čínská lidová republika projevila zájem o tyto bombardéry ve verzi Tu-160M2 výměnou za moderní čínské torpédoborce typu 055.

## Varianty
- Tu-160
  - Tu-160S – označení pro oddělení sériových strojů od prototypů a experimentálních letadel
- Tu-160V – návrh verze s pohonem na kapalný vodík
- Tu-160 NK-74 – návrh modernizované verze s motory NK-74.
- Tu-160M1 – vylepšená verze se schopností nést nové zbraně a vylepšenou avioniku
  - Tu-160M1 – nový navigační systém K-042K-1 a autopilot ABSU-200-1 [21]
  - Tu-160M2 – radar Novella NV1.70, digitální „skleněný“ kokpit, modernizované motory NK-32 (označené NK-32-02)[21]
- Tu-160PP – navrhovaná verze pro elektronický boj
- Tu-160R – navrhovaná verze strategického průzkumu
- Tu-160SK – navrhovaná komerční varianta pro vypouštění satelitů

## Specifikace (Tu-160)

### Technické údaje
- Posádka: 4
- Rozpětí:
  - Rozložené: 55,7 m
  - Složené: 35,6 m,
- Délka: 54,1 m
- Výška: 13,1 m
- Nosná plocha:
  - Rozložené: 360 m²
  - Složené: 232 m²
- Hmotnost prázdného stroje: 110 t
- Max. vzletová hmotnost: 275 t
- Max. přistávací hmotnost: 155 000 kg
- Pohonné jednotky: 4× Samara/Trud NK-321 TRDDF225 kN
- Tah pohonné jednotky: 137,3 kN
- Tah s přídavným spalováním: 245 kN

### Výkony
- Maximální rychlost: Mach 2,05 (2220 km/h) ve 12 200 m
- Cestovní rychlost: Mach 0,9 (960 km/h)
- Ekonomická rychlost: 821 km/h
- Přistávací rychlost: 260 km/h
- Dolet: 12 300 km bez tankování za letu při rychlosti Mach 0,77 se 6 × Ch-55SM shozenými v půli trasy, 5% rezerva paliva[26]
- Bojový rádius: 7 300 km[27], 2 000 km (1,080 nmi, 1,240 mi) při rychlosti Mach 1,5
- Dostup: 15 006 m
- Povolené přetížení: +2,5 g
- Kritické přetížení: +3,5 g
- Stoupavost: 70 m/s
- Plošné zatížení: 742 kg/m² (složená křídla)
- Klouzavost: 18,5–19
- Poměr tah/hmotnost: 0,37
- Délka vzletu: 2200 m
- Délka přistání: 1600 m

### Výzbroj
- 12× střela Ch-55 (AS-15 Kent) ALCM, 24× Ch-15P (AS-16 Kickback) SRAM, klasické pumy (FAB, BetAB), laserem naváděné střely (RBK)